# Mondelez International
Mondelez International, Inc. је америчко предузеће за производњу кондиторских и прехрамбених производа са седиштем у Чикагу. Има годишњи приход од око 26 милијарди долара и послује у приближно 160 земаља. Заузела је 108. место на топ-листи Fortune 500 највећих америчких корпорација за 2021. годину по укупном приходу.
Портфолио чини неколико компоненти вредних милијарди долара. Ове компоненте чине брендови кекса и крекера (Belvita, Chips Ahoy!, Oreo, Barny и Peek Freans), чоколада (Milka, Côte d'Or, Toblerone, Fry's и Lacta), жвака (Trident, Dentyne, Chiclets, Halls и Stride), као и колачића Tate's Bake Shop и пића у праху Tang.